# 中臣伊加麻呂
中臣 伊加麻呂（なかとみ の いかまろ）は、奈良時代の貴族。神祇伯・中臣名代の子。名は伊賀麻呂とも記される。官位は従五位下・礼部少輔。

## 経歴
天平宝字6年（762年）従五位下・礼部少輔に叙任される。翌天平宝字7年（763年）子の真助および造東大寺判官・葛井根道と3人で飲酒し、忌諱すべき内容（孝謙上皇と道鏡との関係か）に話が及んだとして通報され、伊加麻呂は大隅守に左遷され、真助は土佐国、根道は隠岐国へそれぞれ流罪となった。

## 官歴
『続日本紀』による。
- 時期不詳：正六位上
- 天平宝字6年（762年） 正月4日：従五位下。正月9日：礼部少輔
- 天平宝字7年（763年） 12月29日：大隅守

## 系譜
「中臣氏系図」（『群書類従』巻第62所収）による。
- 父：中臣名代
- 母：不詳
- 生母不明の子女
  - 男子：中臣真助
  - 男子：中臣小助
  - 男子：中臣助継